# Diecéze troyeská
Diecéze troyeská (lat. Dioecesis Trecensis, franc. Diocèse de Troyes) je francouzská římskokatolická diecéze, založená ve 4. století. Leží na území departementu Aube, jehož hranice přesně kopíruje. Sídlo biskupství a Katedrála svatého Petra a Pavla se nachází ve městě Troyes. Diecéze je součástí remešské církevní provincie.
Od 30. dubna 1999 je diecézním biskupem Mons. Marc Stenger.

## Historie
Biskupství bylo v Troyes založeno v průběhu 4. století.
V důsledku konkordátu z roku 1801 bylo 29. listopadu 1801 bulou papeže Pia VII. Qui Christi Domini zrušeno velké množství francouzských diecézí, mezi nimi také diecéze auxerrská, langreská a arcidiecéze senská. Diecéze langreská a arcidiecéze senská byly 6. října 1822 obnoveny.
Od 8. prosince 2002 je diecéze troyeská sufragánem remešské arcidiecéze; do té doby byla sufragánní diecézí senské arcidiecéze.